# Спортивна споруда
Спортивна споруда — спеціально створена та обладнана споруда відкритого чи закритого типу (будівля, плавальний басейн, земельна ділянка, водний об'єкт спеціального користування тощо), яка призначені для занять фізичною культурою і спортом та відповідає вимогам загальної та спеціальної безпеки учасників та глядачів.

## Приклади спортивних споруд
- Автодром
- Бігова доріжка
- Велотрек
- Ковзанка
- Плавальний басейн
- Поле для гольфу
- Скейт-парк
- Спортивна зала
- Спортивний майданчик
- Стадіон
- Тенісний корт
- Трамплін
- Футбольне поле